# أرت هامبسون
أرت هامبسون هو لاعب هوكي الجليد كندي، ولد في 27 مارس 1947 في كيركلاند ليك في كندا.

## وصلات خارجية
- أرت هامبسون على موقع EliteProspects.com (الإنجليزية)
- أرت هامبسون على موقع HockeyDB.com (الإنجليزية)